# Speightstown
Speightstown egy kis város Barbadoson. A Szent Péter kerület fővárosa és a sziget második legnagyobb városa. Lakosainak száma 2192 fő.